# Cyan Three
I Cyan Three (o Cyan 3) sono un gruppo musicale beat inizialmente costituito da musicisti inglesi e poi anche da italiani attivi tra la seconda metà degli anni sessanta e gli anni ottanta; nel 1968, aumentando la formazione del gruppo, abbreviano il nome in Cyan.

## Storia dei Cyan Three
Formatisi nella loro città d'origine, Brighton, alla fine del 1964 firmano un contratto per un 45 giri, pubblicato dalla Decca all'inizio dell'anno seguente, che passa però inosservato sul mercato britannico. Giunti in Italia il 19 giugno 1966 su invito di Alberigo Crocetta, che li chiama per una serie di esibizioni al Piper Club, diventano alla fine dello stesso anno la band di supporto di Patty Pravo (che hanno conosciuto nel locale), suonando nelle sue incisioni sia a 45 giri che a 33, oltre che nei concerti. Così ricorda il gruppo la cantante veneziana: «Mi accompagnavano i Cyan Three, tre ragazzi inglesi della mia stessa età che mi avrebbero seguito per alcuni anni. Gordon Faggetter (che poco dopo sarebbe diventato mio fidanzato) suonava la batteria, George Sims le chitarre e Roger Michael Smith il basso (il più piccolo di tutti, aveva un anno meno di noi)».
Alla fine del 1967 entra nel gruppo il tastierista Alberto Visentin, proveniente dal gruppo beat I Volti (che aveva poi preso il nome di The Pipers), e noto alle cronache rosa per essere il marito dell'attrice Cristina Gaioni, ed aumentando il numero dei componenti del gruppo il nome viene cambiato in Cyan. Così racconta Patty Pravo: «Avevo iniziato la mia carriera in trio, con i Cyan Three, basso, chitarra e batteria. Molto bello, ma dopo poco mi ero resa conto che, con un repertorio come il mio, servivano anche altri strumenti, come archi e tastiere, per esempio. Chiamai Alberto Visentin che era il più avanti in assoluto, lui, la sua meravigliosa Farfisa Compact e Binson Echorec. Così lo strappai, con l'aiuto del nostro factotum Augusto Piccionetti, al gruppo di allora, I Volti, che erano già abbastanza popolari ma ai quali, togliendo Alberto Visentin, stroncai la carriera al gruppo Piper».
Nel 1971 incidono un singolo, intitolato Misaluba, che riscuote un discreto successo; sempre nello stesso anno, per un breve periodo cambiano nome in La Macchina, ed è con questa denominazione che partecipano al lancio del disco Oltre la collina di Mia Martini. Partecipano a CantaGiro e molti festival pop in giro per la penisola, e riscuotono molto successo nel 1972 con la canzone Mama, papa, cover di una canzone del gruppo olandese Cardinal Point, che nella loro versione entra anche in classifica in Olanda, Argentina e Sudafrica; nello stesso anno effettuano una serie di concerti negli Stati Uniti, compreso il Hilton Hotel a LAS VEGAS come gruppo di accompagnamento di Mal.
Alla fine del 1972 effettuano un tour promozionale per promuovere il loro album, insieme ad altri due artisti della stessa casa discografica, Claudio Baglioni e Fiorella Mannoia. Nel 1973 il batterista Faggetter abbandona il gruppo per dedicarsi alla pittura (un suo quadro diventerà nel 1974 la copertina dell'album omonimo di Francesco De Gregori), ed è sostituito da Franco Di Stefano, proveniente dagli Atomi di Mike Liddell. Negli anni diventano anche uno dei più validi gruppi di session man all'interno della RCA Italiana, suonando in moltissimi dischi di successo incisi da vari artisti per questa casa discografica.
Collaborano anche a molte colonne sonore: tra queste ricordiamo Blue Jeans, film del 1975 di Mario Imperoli, con la colonna sonora scritta da Nico Fidenco, e Roma drogata la polizia non può intervenire (film di genere poliziesco di Lucio Marcaccini), scritta da Albert Verrecchia, in cui lavorano con Tony Esposito alle percussioni, le Baba Yaga ai cori, Sammy Barbot e Edda Dell'Orso alla voce solista. Cambiano poi casa discografica, passando alla EMI Italiana, ed incidendo la sigla della trasmissione televisiva La vela, il brano Sono un tipo démodé. Alla fine del decennio partecipano come musicisti di De Gregori al tour Banana republic, da cui viene tratto l'omonimo disco dal vivo.
Negli anni Ottanta continuano l'attività di session man.

## Formazione
- Alberto Visentin: tastiere (1967-1979)
- George William Sims: voce solista, chitarra
- Roger Michael Smith: voce, basso (1966-1979)
- Gordon Faggetter: batteria (1966-1973)
- Franco Di Stefano: batteria (1973-1984)

## Discografia

### Album in studio
- 1972 - Cyan (RCA Victor LSP 34157)

### Singoli
- 1966 - Since I Lost My Baby/The Face Of A Loser (Decca F 12371)
- 1971 - Misaluba/Louise (my little ship) (RCA Italiana PM 3598)
- 1972 - Mama, papa/Under one flag (RCA Victor IN 2311)
- 1972 - Lulu/Toby's shop (RCA Victor IN 2313)
- 1973 - Oh Marie/This is my life (RCA Victor IN 2318)
- 1975 - Blue Jeans/A Final Step (RCA Italiana TBBO 1114)
- 1978 - Sono un tipo demodè/Tranquillo (EMI Italiana 3C006-18343)

### Partecipazioni
- 1968 - Patty Pravo di Patty Pravo (ARC)
- 1969 - Concerto per Patty di Patty Pravo (ARC, ALPS 11013)
- 1970 - Patty Pravo di Patty Pravo (ARC)
- 1971 - Bravo Pravo di Patty Pravo (RCA Italiana)
- 1973 - Pazza idea di Patty Pravo (RCA Italiana)
- 1974 - Quando verrà Natale di Antonello Venditti (RCA Italiana)
- 1975 - Lilly di Antonello Venditti (RCA Italiana)
- 1975 - Rimmel di Francesco De Gregori (RCA Italiana)
- 1976 - Roma drogata la polizia non può intervenire, colonna sonora originale di Albert Verrecchia (Escalation)
- 1976 - Ben venga maggio di Stefano Sabatini (RCA Italiana)
- 1978 - De Gregori di Francesco De Gregori (RCA Italiana)
- 1979 - Marabel di Massimo Bubola (Philips, 6323 075)
- 1979 - Banana Republic di Lucio Dalla e Francesco De Gregori (RCA Italiana)